# 161215 Loveday
161215 Loveday è un asteroide della fascia principale. Scoperto nel 2002, presenta un'orbita caratterizzata da un semiasse maggiore pari a 2,7292390 UA e da un'eccentricità di 0,0505719, inclinata di 3,86541° rispetto all'eclittica.